# Andreas Matti
Andreas Matti (* 21. Dezember 1959 in Saanen) ist ein Schweizer Schauspieler.

## Leben
Matti wuchs in Gstaad auf und besuchte die Schule in Saanen. Im Anschluss absolvierte er die École de Commerce in La Neuveville. Mit 21 Jahren besuchte er einen Vorkurs der École des Beaux-Arts in Lausanne, von 1983 bis 1987 absolvierte er eine Schauspielausbildung an der Hochschule für Theater in Bern. Es folgten zwei Jahre im festen Engagement am Rheinischen Landestheater in Neuss.
Seit 1990 ist Matti als freischaffender Schauspieler am Theater Club 111 in Bern, am Schauspielhaus Zürich, bei 400 ASA, am Stadttheater Luzern und in anderen vorwiegend freien Theaterproduktionen tätig. Seit 1987 stand er auch in verschiedenen Filmen und Fernsehproduktionen in Deutschland und der Schweiz vor der Kamera. Er lebt seit 1990 in Bern und im Saanenland.
Matti wurde in den 90er Jahren durch seine Rolle als „Rolf Aebersold“ in der beliebten Schweizer Sitcom Fascht e Familie bekannt. Seither ist er öfters vor der Kamera zu sehen, unter anderem in SF-Spielfilmen wie Sonjas Rückkehr und Briefe und andere Geheimnisse und kurzzeitig in einer Rolle der Soap Lüthi und Blanc. In der Ärzteserie Tag und Nacht auf SF 1 spielte er den Psychiater „Dr. André Kudelski“.

## Filmografie (Auswahl)
- 1988: Aus allem raus und mitten drin (Spielfilm)
- 1994–1999: Fascht e Familie (TV-Serie)
- 2003: Operation Adios (Kurzfilm)
- 2005–2007: Lüthi und Blanc (TV-Serie)
- 2006: Sonjas Rückkehr (Fernsehfilm)
- 2006: Aschenbrüder (Kurzfilm)
- 2006: Die Herbstzeitlosen (Spielfilm)
- 2007: Briefe und andere Geheimnisse (TV)
- 2007: Kein Zurück – Studers neuster Fall (TV)
- 2008: Das Geheimnis von Murk (TV)
- 2008: Tag und Nacht (TV-Serie)
- 2010: Sommervögel (Spielfilm)
- 2010: Die Käserei in Goldingen (TV)
- 2011: Tatort: Wunschdenken
- 2011: Der Verdingbub (Kinofilm)
- 2011: Mord hinterm Vorhang (Fernsehfilm)
- 2013: Stärke 6 (Fernsehfilm)
- 2014: Der Goalie bin ig (Kinofilm)
- 2015: Tatort – Ihr werdet gerichtet
- 2015: Verdacht (Fernsehfilm)
- 2016: Tatort – Freitod
- 2017–2022: Wilder (Fernsehserie)
- 2018: Mario
- 2019: Amen Saleikum – Fröhliche Weihnachten (Fernsehfilm)
- 2020: Eden für jeden
- 2022: Die schwarze Spinne
- 2023: Bon Schuur Ticino
- 2024: Jakobs Ross